# 菊地雅章
菊地 雅章（きくち まさぶみ、1939年10月19日 - 2015年7月6日）は、日本のジャズ・ピアニスト、キーボード奏者。「プーさん」の愛称で親しまれている。実兄の菊地雅春は作曲家。実弟の菊地雅洋はジャズピアニスト。甥の菊地雅臣はベーシスト&アレンジャー、菊地雅晃はジャズ・ベーシスト。

## 来歴
東京都出身。太平洋戦争中に福島県会津若松市に疎開。6歳からピアノと音楽理論を学び始め、東京芸術大学音楽学部附属音楽高等学校の作曲科を卒業し、1958年に自分のピアノトリオでプロとして活動を開始する。1960年代には美空ひばり、渡辺貞夫、日野皓正などと共演。
1968年にはソニー・ロリンズの日本ツアーに帯同し、同年バークリー音楽大学に留学。1969年に帰国。1970年発表のアルバム『POO-SUN』では、マイルス・デイヴィスが推し進めていたエレクトリック・ジャズの手法を、日本ではいち早く体現。
1970年代にはマル・ウォルドロン（1971年）、ジョー・ヘンダーソン（1971年）、エルヴィン・ジョーンズ（1972年、1973年）、ギル・エヴァンス（1972年6月～7月、1977年、1978年、1979年、1980年）、ジョニー・ハートマン（1972年）、ソニー・ロリンズ（1974年ボストンでのコンサート）らと共演。また、1972年公開の映画『ヘアピン・サーカス』（監督:西村潔）の音楽も担当。1976年、日野皓正、アル・フォスター、スティーヴ・グロスマン、デイヴ・リーブマンとアルバム『WISHES/KOCHI』を録音した。1978年にはマイルス・デイヴィスともセッションを行ったが、その時の音源は今も公式には未発表となっている。この際にアル・フォスター、ジャック・ディジョネットと共演した。
1990年以降、ゲイリー・ピーコック（ベース）、ポール・モチアン（ドラム）とのピアノトリオ「テザード・ムーン」を結成し、多くのアルバムを残す。1995年、アルバム『ACOUSTIC BOOGIE』、1996年のツアーでグレッグ・オズビーと共演した。 また、1996年にヘレン・メリルのアルバム『あなたと夜と音楽と』の録音にチャーリー・ヘイデン、ポール・モチアンと共に参加した。
2015年7月6日、ニューヨークの病院で死去。

## 音楽性
ビバップに影響を受けたスタイルのもの、1970年代のマイルス・デイヴィスに影響を受けたファンク的な音楽、ピアノ・ソロ作品など多岐に渡る。ジャズ界のみならず、1990年代以降のクラブ・ミュージック・シーンでも高く評価され、DJ KRUSHは「僕がやりたいと思っていた音楽を、マイルス・デイヴィスやプーさんは20年以上も前からやっている」とインタビューで語っている。1990年代後半には、DJ HiroやToshiyuki GotoらDJとも協同制作を行った。

## 主なユニット
- 日野=菊地クインテット - 1967年結成、日野皓正との双頭ユニット。度々再結成している。
- オールナイト・オールライト・オフホワイト・ブギバンド - 1987年結成、略称AAOBB。
- テザード・ムーン - 1989年結成。ゲイリー・ピーコック、ポール・モチアンとのトリオ。
- SLASH TRIO - 2001年結成。菊地雅晃、吉田達也とのトリオ。

## ディスコグラフィ
1960年代
- ビクター・モダン・ジャズ・セクステット名義, 『マトリックス』- Matrix (Victor) 1969年

1970年代
- 『再確認そして発展』 - Re-confirmation（1970年3月録音）(PHILIPS Japan) 1970年
- 『POO-SUN』 - Poo-Sun（1970年8月、9月録音）(PHILIPS Japan) 1970年
- 山本邦山と共同名義, 『銀界』 - Silver World（1970年10月録音）(PHILIPS Japan) 1971年
- 『ダンシング・ミスト～菊地雅章イン・コンサート』 - Masabumi Kikuchi In Concert （1970年11月13日録音）(PHILIPS Japan) 1971年（大手町「サンケイホール」におけるライヴ）
- 日野皓正、峰厚介、渡辺貞夫らと共同名義, 『'71 ポール・ウィナーズ・ジャズフェスティバル』 - Jazz Festival With '71 Poll Winners（1971年5月録音）(PHILIPS Japan) 1971年（新宿「厚生年金ホール」におけるライヴ）
- ジョー・ヘンダーソン、日野皓正と共同名義, 『日野皓正、菊地雅章、ジョー・ヘンダーソン』In Concert（1971年8月録音）(PHILIPS Japan) 1971年
- エルヴィン・ジョーンズと共同名義, 『ホロー・アウト』 - Hollow Out （1972年2月録音）(PHILIPS Japan) 1973年
- ギル・エヴァンスと共同名義, 『菊地雅章＋ギル・エヴァンス・オーケストラ』 - Masabumi Kikuchi + Gil Evans（1972年7月録音）(PHILIPS Japan) 1972年
- 『イースト・ウィンド』 - East Wind（1974年7月録音）(East Wind) 1974年
- 『バット・ノット・フォー・ミー』 - But Not For Me (Flying Disk) 1978年（アル・フォスター、ゲイリー・ピーコックが参加）

1980年代
- 『ススト』 - Susto（1980年11月～1981年1月録音）(CBS/Sony) 1981年（デイヴ・リーブマン、スティーヴ・グロスマンが参加）
  - 『ワン・ウェイ・トラヴェラー』 - One-Way Traveller（1980年11月～1981年1月録音）(CBS/Sony) 1982年（スティーヴ・グロスマンが参加）
- 『地』 - Earth, 六大シリーズ (Geronimo) 1988年（シンセサイザー・ソロ）
  - 『水』 - Water, 六大シリーズ (Geronimo) 1988年（シンセサイザー・ソロ）
  - 『火』 - Fire, 六大シリーズ (Geronimo) 1988年（シンセサイザー・ソロ）
  - 『風』 - Wind, 六大シリーズ (Geronimo) 1988年（シンセサイザー・ソロ）
  - 『空』 - Air, 六大シリーズ (Geronimo) 1988年（シンセサイザー・ソロ）
  - 『識』 - Mind, 六大シリーズ (Geronimo) 1988年（シンセサイザー・ソロ）
- 『オーロラ』 - Aurora（1986年4月～1989年1月録音）(transheart, fontec) 1989年（シンセサイザー・ソロ）
- 『未練』 - Attached（1989年2月～4月録音）(transheart) 1990年（ピアノ・ソロ）
- 『AAOBB』 - AAOBB（1989年8月録音）(Tokuma Japan) 1990年（水戸におけるライヴ。CD 2枚組。）

1990年代
- 『ドリーマシーン』 - Dreamachine（1989年～1990年録音）(transheart, Pioneer/Glass House) 1992年
- テザード・ムーン名義, 『ファースト・ミーティング』 - First Meeting（1990年10月、1991年3月録音）(Winter & Winter) 1997年
- 富樫雅彦と共同名義, 『コンチェルト』 - Concerto（1991年4月録音）(Ninety-One) 1991年（CD 2枚組）
- テザード・ムーン名義, 『テザード・ムーン』 - Tethered Moon（1991年11月録音）(King, Paddle Wheel) 1992年
  - テザード・ムーン名義, 『トライアングル』 - Triangle（1991年11月録音）(King, Paddle Wheel) 1992年（『テザード・ムーン』と同日録音）
- ジェームス・ジーナス、Victor Jonesと共同名義, 『フィール・ユー』 - Feel You（1992年8月～1993年1月録音）(Paddle Wheel) 1993年
- 日野皓正、富樫雅彦と共同名義, 『トリプル・ヘリックス』 - Triple Helix （1993年4月録音）(Somethin' Else) 1993年（浜松「ヤマハ ジャズ フェスティバル」におけるライヴ）
- マーク・ジョンソン、ポール・モチアンと共同名義, 『マイルス・モード』 - Miles Mode（1993年7月録音）(Sony) 1993年
- 『アフター・アワーズ』 - After Hours（1994年7月録音）(Verve) 1994年（南青山「ボディ＆ソウル」におけるソロ・ライヴ）
  - 『アフター・アワーズ 2』 - After Hours 2（1994年7月録音）(PJL) 2002年（南青山「ボディ＆ソウル」におけるソロ・ライヴ）
- テザード・ムーン名義, 『プレイ・クルト・ワイル』 - Play Kurt Weill (Bamboo) 1995年
- DJ Hiroと共同名義, 『ロウ・マテリアル#1』 - Raw Material #1 (Alfa International) 1997年
- 『ポゼッスド』 - Possessed（1996年4月、6月録音）(Media Rings) 1997年
- 『M』 - M（1997年6月録音）(Media Rings) 1997年
- テザード・ムーン名義, 『プレイズ・ジミ・ヘンドリックス＋』 - Plays Jimi Hendrix+（1997年録音）(Media Rings) 1998年（赤坂「サントリーホール」におけるライヴ）
- テザード・ムーン名義, Chansons D'Edith Piaf（1999年5月録音）(Winter & Winter) 1999年

2000年代
- 渋谷毅と共同名義, 『タンデム』 -  Tandem (Verve) 2000年
- On The Move  (Verve) 2001年
- SLASH TRIO名義, Slash 1° (PJL) 2001年
- SLASH TRIO名義, Slash 2° (PJL) 2002年
- SLASH TRIO名義, Slash 3°: Live At Motion Blue Yokohama Vol.1（2002年9月録音）(PJL) 2002年（横浜「モーション・ブルー・ヨコハマ」におけるライヴ）
  - SLASH TRIO名義, Slash 4°: Live at Motion Blue yokohama Vol.2（2002年9月録音）(PJL) 2003年（横浜「モーション・ブルー・ヨコハマ」におけるライヴ）
- テザード・ムーン名義, 『エクスピリエンシング・トスカ』 - Experiencing Tosca（2002年12月録音）(Winter & Winter) 2004年
- ベン・ストリート、トーマス・モーガン、Kresten Osgoodと共同名義, Masabumi Kikuchi Ben Street Thomas Morgan Kresten Osgood（2008年録音）(ILK Music) 2015年
- 『サンライズ』 - Sunrise（2009年9月録音）(ECM) 2012年

2010年代
- 『黒いオルフェ～東京ソロ2012』 - Black Orpheus（2012年10月26日録音）(ECM) 2016年（上野公園「東京文化会館」におけるソロ・ライヴ）